# Islandia en los Juegos Olímpicos de Pekín 2022
Islandia estuvo representada en los Juegos Olímpicos de Pekín 2022 por un total de cinco deportistas que competirán en dos deportes. Responsable del equipo olímpico es la Asociación Deportiva y Olímpica de Islandia, así como las federaciones deportivas nacionales de cada deporte con participación.
Los portadores de la bandera en la ceremonia de apertura fueron el esquiador alpino Sturla Snær Snorrason y la esquiadora de fondo Kristrún Guðnadóttir. El equipo olímpico islandés no obtuvo ninguna medalla en estos Juegos.